# セント・アンドリュー (戦列艦・1670年)
| セント・アンドリュー                                                                    | セント・アンドリュー                                                                    |
| 海上で順風を受けるセント・アンドリュー（ウィレム・ファン・デ・ヴェルデ2世による油彩画） | 海上で順風を受けるセント・アンドリュー（ウィレム・ファン・デ・ヴェルデ2世による油彩画） |
| 艦歴                                                                                    | 艦歴                                                                                    |
| --------------------------------------------------------------------------------------- | --------------------------------------------------------------------------------------- |
| 運用者                                                                                  | イギリス海軍                                                                            |
| 建造                                                                                    | ウリッジ工廠 （クリストファー・ペット、ジョナス・シス）                                 |
| 進水                                                                                    | 1670年10月4日                                                                           |
| 改名                                                                                    | ロイヤル・アン（1703年）                                                                |
| その後                                                                                  | 1727年解体                                                                              |
| 性能諸元                                                                                |                                                                                         |
| クラス                                                                                  | 96門1等戦列艦                                                                           |
| トン数                                                                                  | 1298bm                                                                                  |
| 全長                                                                                    | 竜骨：129ft (39.3m)                                                                     |
| 全幅                                                                                    | 43ft 6in(13.3m)                                                                         |
| 喫水                                                                                    | 18ft 8in(5.7m)                                                                          |
| 推進                                                                                    | 帆走（3本マストシップ）                                                                 |
| 兵装                                                                                    | 各種口径の砲96門                                                                        |
| 性能諸元（1703年再建造）                                                                |                                                                                         |
| クラス                                                                                  | 100門1等戦列艦                                                                          |
| トン数                                                                                  | 1722bm                                                                                  |
| 全長                                                                                    | 砲列甲板：170ft (51.8m) 竜骨：140ft 6in(42.8m)                                          |
| 全幅                                                                                    | 48ft (14.6m)                                                                            |
| 喫水                                                                                    | 19ft 4in(5.9m)                                                                          |
| 推進                                                                                    | 帆走（3本マストシップ）                                                                 |
| 兵装                                                                                    | 各種口径の砲100門                                                                       |

セント・アンドリュー(HMS St Andrew)はイギリス海軍の96門1等戦列艦。後にロイヤル・アン(HMS Royal Anne)と改名された。

## 艦歴とエピソード
セント・アンドリューはウリッジ工廠でクリストファー・ペットによって建造が進められ、1668年3月の彼の死後、ジョナス・シスの手によって1670年に進水した。
セント・アンドリューは1703年にロイヤル・アン(HMS Royal Anne)と改名され、ウールウィッチ工廠で100門の1等艦として再建造された。1707年には、青色海軍中将ジョージ・ビングの旗艦としてクラウズリー・ショヴェル提督の艦隊に所属した。この艦隊において、失敗したトゥーロン包囲戦に参加し、ショヴェルと4隻の艦船が失われたシリー諸島での海軍大難破にも居合わせた。この海難事件では2等艦アソシエーション、3等艦イーグル、4等艦ロムニー、 火船のファイアブランドと2000人にも及ぶ水夫が失われた。ロイヤル・アンは辛くもほぼ損傷無しでポーツマスに帰り着いた。
ロイヤル・アンは最終的に1727年に解体された。